# Vydavatelství A-Alef
Vydavatelství A-Alef bylo české křesťanské nakladatelství se sídlem v Ostravě. Bylo založeno roku 1990 náboženskou společností Křesťanské sbory. Vedoucím vydavatelství byl Ján Ostrolucký. Vydávalo knihy a časopisy v češtině a slovenštině. Svou činnost ukončilo roku 2009.[zdroj?]
Řada publikací se zaměřovala na otázky Izraele a vztahů křesťanů a židů.[zdroj?]

## Knihy
Mezi publikace vydané vydavatelstvím A-Alef patří například:
- LIETH, Norbert. Židovský stát - od pohoršení k požehnání pro svět. Ostrava: A-Alef, 1998. 92 s. ISBN 80-85237-60-1.
- SCHNEIDER, Ludwig. Jeruzalém - ohnisko dění. Ostrava: A-Alef, 2003. 91 s. ISBN 80-85237-71-7.